# Rita (série)
Rita é uma série de televisão de comédia dramática dinamarquesa criada por Christian Torpe para a TV 2. Ele estreou na Dinamarca em 9 de fevereiro de 2012 e foi concluído em 20 de julho de 2020, com 40 episódios transmitidos em cinco temporadas. Produzida pela SF Studios, a série foi filmada em Rødovre, na Zelândia, e teve como produtores executivos Keld Reinicke, Karoline Leth, Lars Bjørn Hansen, Birdie Bjerregaard, Christian Rank, Jennifer Green e Torpe, que também atuou como roteirista principal. Todos os episódios estão disponíveis internacionalmente no serviço de streaming Netflix, que fez parceria com a TV 2 para produzir as últimas três temporadas, tornando-se um original Netflix.
Mille Dinesen interpreta o papel principal de Rita Madsen, uma professora obstinada e não convencional e mãe solteira que protege e ajuda seus alunos, mas luta para administrar sua própria vida pessoal. Uma das amigas mais próximas de Rita é interpretada por Lise Baastrup, a única outra atriz que apareceu em todos os episódios além de Dinesen; um spin-off centrado na personagem, Hjørdis, foi transmitido entre 18 de maio e 8 de junho de 2015, composto por quatro episódios. Na história, Hjørdis tenta montar uma peça escolar sobre bullying, um dos muitos temas sociais discutidos ao longo de Rita.
Após a exibição, Rita recebeu uma resposta geralmente favorável dos críticos.

## Premissa
Rita Madsen é uma professora não convencional do ensino secundário que, segundo ela, escolheu esta profissão "para proteger os alunos dos pais". Enquanto ela se esforça para aconselhar e ajudar seus alunos, sua vida pessoal e familiar parece precisar do mesmo tipo de assistência. Seu filho mais novo, Jeppe, está descobrindo sua homossexualidade, enquanto os mais velhos, Ricco e Molly, vivem os percalços da vida adulta. Os outros personagens principais incluem Hjørdis, uma professora ingênua que se torna a melhor amiga de Rita; Rasmus, ex-diretor da escola com quem Rita tem um relacionamento intermitente; Helle, conselheira escolar e ex-rival de Rita; e Uffe, marido de Hjørdis.

## Episódios

### Visão geral da série
| Temporada | Temporada | Episódios | Episódios | Originalmente exibido  | Originalmente exibido | Originalmente exibido |
| Temporada | Temporada | Episódios | Episódios | Estreia da temporada   | Final da temporada    | Emissora              |
| --------- | --------- | --------- | --------- | ---------------------- | --------------------- | --------------------- |
|           | 1         | 8         | 8         | 9 de fevereiro de 2012 | 29 de março de 2012   | TV 2                  |
|           | 2         | 8         | 8         | 11 de setembro de 2013 | 30 de outubro de 2013 | TV 2                  |
|           | 3         | 8         | 8         | 23 de março de 2015    | 11 de maio de 2015    | Netflix               |
|           | 4         | 8         | 8         | 21 de agosto de 2017   | 9 de outubro de 2017  | Netflix               |
|           | 5         | 8         | 8         | 1 de junho de 2020     | 20 de julho de 2020   | Netflix               |

### Primeira temporada (2012)
| N.º na série | N.º na temp. | Título                        | Dirigido por    | Escrito por                      | Exibição original       | Audiência Dinamarca · (milhões) |
| ------------ | ------------ | ----------------------------- | --------------- | -------------------------------- | ----------------------- | ------------------------------- |
| 1            | 1            | "Idealisten" "(A idealista)"  | Lars Kaalund    | Christian Torpe                  | 9 de fevereiro de 2012  | 0.90                            |
| 2            | 2            | "Læreren" "(A professora)"    | Lars Kaalund    | Christian Torpe                  | 16 de fevereiro de 2012 | 0.81                            |
| 3            | 3            | "Anarkisten" "(A anarquista)" | Lars Kaalund    | Christian Torpe                  | 23 de fevereiro de 2012 | 0.88                            |
| 4            | 4            | "Hun-ulven" "(A prostituta)"  | Jannik Johansen | Christian Torpe                  | 1 de março de 2012      | 0.89                            |
| 5            | 5            | "Beskytteren" "(A protetora)" | Jannik Johansen | Marie Østerbye & Christian Torpe | 8 de março de 2012      | 0.85                            |
| 6            | 6            | "Hykleren" "(A hipócrita)"    | Jannik Johansen | Christian Torpe                  | 15 de março de 2012     | 0.79                            |
| 7            | 7            | "Prinsessen" "(A princesa)"   | Lars Kaalund    | Marie Østerbye & Christian Torpe | 22 de março de 2012     | 0.80                            |
| 8            | 8            | "Moderen" "(A mãe)"           | Lars Kaalund    | Christian Torpe                  | 29 de março de 2012     | 0.80                            |

### Segunda temporada (2013)
| N.º na série | N.º na temp. | Título                                     | Dirigido por      | Escrito por                                           | Exibição original      | Audiência Dinamarca · (milhões) |
| ------------ | ------------ | ------------------------------------------ | ----------------- | ----------------------------------------------------- | ---------------------- | ------------------------------- |
| 9            | 1            | "Den voksne" "(A adulta)"                  | Lars Kaalund      | Christian Torpe                                       | 11 de setembro de 2013 | 0.65                            |
| 10           | 2            | "Haven" "(O jardim)"                       | Lars Kaalund      | Thomas Levin & Christian Torpe & Christina Sederqvist | 18 de setembro de 2013 | 0.75                            |
| 11           | 3            | "Far, mor og børn" "(Três com o bebê)"     | Lars Kaalund      | Christian Torpe & Marie Østerbye                      | 25 de setembro de 2013 | 0.72                            |
| 12           | 4            | "Teamplayer" "(A boa jogadora)"            | Kathrine Windfeld | Mette Heeno                                           | 2 de outubro de 2013   | 0.79                            |
| 13           | 5            | "Jeg elsker dig" "(Eu te amo)"             | Kathrine Windfeld | Marie Østerbye                                        | 9 de outubro de 2013   | 0.76                            |
| 14           | 6            | "Den første kærlighed" "(O primeiro amor)" | Kathrine Windfeld | Marie Østerbye                                        | 16 de outubro de 2013  | 0.69                            |
| 15           | 7            | "Rollemodellen" "(Modelo exemplar)"        | Lars Kaalund      | Stefan Jaworski & Christoffer Örnfelt                 | 23 de outubro de 2013  | 0.75                            |
| 16           | 8            | "Ukrudt" "(Ervas)"                         | Lars Kaalund      | Christian Torpe & Marie Østerbye                      | 30 de outubro de 2013  | 0.73                            |

### Terceira temporada (2015)
| N.º na série | N.º na temp. | Título                                      | Dirigido por    | Escrito por                                        | Exibição original   | Audiência Dinamarca · (milhões) |
| ------------ | ------------ | ------------------------------------------- | --------------- | -------------------------------------------------- | ------------------- | ------------------------------- |
| 17           | 1            | "Kandidaten" "(O candidato)"                | Lars Kaalund    | Christian Torpe & Marie Østerbye                   | 23 de março de 2015 | 0.80                            |
| 18           | 2            | "Kælderen" "(O porão)"                      | Lars Kaalund    | Christian Torpe & Marie Østerbye                   | 23 de março de 2015 | 0.87                            |
| 19           | 3            | "Sponsorbarnet" "(A criança patrocinadora)" | Lars Kaalund    | Christian Torpe & Marie Østerbye & Simon Odid Weil | 30 de março de 2015 | 0.70                            |
| 20           | 4            | "Aftenskole" "(Aulas noturnas)"             | Lars Kaalund    | Christian Torpe & Marie Østerbye                   | 6 de abril de 2015  | 0.77                            |
| 21           | 5            | "Lus" "(Piolhos)"                           | Lars Kaalund    | Christian Torpe & Simon Odid Weil                  | 13 de abril de 2015 | 0.76                            |
| 22           | 6            | "Frit fald" "(Queda livre)"                 | Mogens Hagedorn | Christian Torpe & Jenny Lund Madsen                | 20 de abril de 2015 | 0.76                            |
| 23           | 7            | "Lederen" "(A líder)"                       | Mogens Hagedorn | Christian Torpe & Marie Østerbye                   | 27 de abril de 2014 | 0.72                            |
| 24           | 8            | "Testen" "(O teste)"                        | Mogens Hagedorn | Christian Torpe                                    | 11 de maio de 2015  | 0.74                            |

### Quarta temporada (2017)
| N.º na série | N.º na temp. | Título                                                 | Dirigido por  | Escrito por                                             | Exibição original      | Audiência Dinamarca · (milhões) |
| ------------ | ------------ | ------------------------------------------------------ | ------------- | ------------------------------------------------------- | ---------------------- | ------------------------------- |
| 25           | 1            | "Nutid/datid" "(Passado e presente)"                   | Lars Kaalund  | Christian Torpe & Jannik Tai Mosholt                    | 21 de agosto de 2017   | 0.77                            |
| 26           | 2            | "Du bliver, hvad du spiser" "(Você é o que você come)" | Lars Kaalund  | Christian Torpe & Jannik Tai Mosholt                    | 28 de agosto de 2017   | 0.68                            |
| 27           | 3            | "Tøbrud" "(Quebrando o gelo)"                          | Lars Kaalund  | Christian Torpe, Jannik Tai Mosholt & Simon Oded Weil   | 4 de setembro de 2017  | 0.56                            |
| 28           | 4            | "Rigtige Venner" "(Amizade verdadeira)"                | Natasha Arthy | Jannik Tai Mosholt, Christian Torpe & Jenny Lund Madsen | 11 de setembro de 2017 | 0.66                            |
| 29           | 5            | "Dig og mig" "(Você e eu)"                             | Natasha Arthy | Jannik Tai Mosholt, Christian Torpe & Ina Bruhn         | 18 de setembro de 2017 | 0.60                            |
| 30           | 6            | "Barndommens gade" "(Traumas da infância)"             | Lars Kaalund  | Jannik Tai Mosholt, Christian Torpe & Simon Oded Weil   | 25 de setembro de 2017 | 0.59                            |
| 31           | 7            | "Familie" "(O que é família, afinal?)"                 | Lars Kaalund  | Jannik Tai Mosholt, Christian Torpe & Ina Bruhn         | 2 de outubro de 2017   | 0.63                            |
| 32           | 8            | "Hjemme" "(Lar doce lar')"                             | Lars Kaalund  | Jannik Tai Mosholt, Christian Torpe & Marie Østerbye    | 9 de outubro de 2017   | 0.63                            |

### Quinta temporada (2020)
| N.º na série | N.º na temp. | Título                                        | Dirigido por | Exibição original   | Audiência Dinamarca · (milhões) |
| ------------ | ------------ | --------------------------------------------- | ------------ | ------------------- | ------------------------------- |
| 33           | 1            | "Fake News" "(Fake News)"                     | Lars Kaalund | 1 de junho de 2020  | 0.76                            |
| 34           | 2            | "Hurlumhejhus" "(Casa cheia)"                 | Lars Kaalund | 8 de junho de 2020  | 0.62                            |
| 35           | 3            | "Udflugten" "(Viagem)"                        | Lars Kaalund | 15 de junho de 2020 | 0.48                            |
| 36           | 4            | "Do You Speak English?" "(Você fala inglês?)" | Lars Kaalund | 22 de junho de 2020 | 0.56                            |
| 37           | 5            | "Hedetur" "(Violência em casa)"               | Lars Kaalund | 29 de junho de 2020 | 0.56                            |
| 38           | 6            | "Grænser" "(Limites)"                         | Lars Kaalund | 6 de julho de 2020  | 0.53                            |
| 39           | 7            | "Søen" "(O lago)"                             | Lars Kaalund | 13 de julho de 2020 | 0.44                            |
| 40           | 8            | "Kaos" "(Caos')"                              | Lars Kaalund | 20 de julho de 2020 | 0.44                            |

## Mídia relacionada

### Spin-off
Hjørdis, série com professora de mesmo nome, tenta montar uma peça escolar sobre bullying. Foi transmitido entre 18 de maio e 8 de junho de 2015, composto por quatro episódios.

### Adaptações
Um remake americano foi planejado com um episódio piloto filmado em 2013, estrelado por Anna Gunn, mas não foi escolhido como uma série. Em 2019, a TV a cabo premium americana Showtime encomendou um pedido piloto para um remake estrelado por Lena Headey. A série será uma produção conjunta entre a Showtime Networks e a Platform One Media. Torpe atuará como showrunner e escreverá o episódio piloto, enquanto Headey também atuará como produtor executivo.
Um remake holandês chamado Tessa foi feito, exibido em novembro de 2015 no NPO 1, com duração de apenas uma temporada. O papel principal foi interpretado por Thekla Reuten, seguindo o enredo da primeira temporada de Rita, com apenas algumas mudanças. A série também foi refeita na França pela TF1 como Sam, estrelada por Mathilde Seigner no papel-título, com o show abrangendo 3 temporadas até o momento. A segunda temporada de Sam entrou em produção em 2017 com Natacha Lindinger substituindo Seigner na personagem principal.